# Xã Svea, Quận Kittson, Minnesota
Xã Svea (tiếng Anh: Svea Township) là một xã thuộc quận Kittson, tiểu bang Minnesota, Hoa Kỳ. Năm 2010, dân số của xã này là 49 người.